# Euselenca gracilis
Euselenca gracilis is een hooiwagen uit de familie Assamiidae.